# Gössenheim
Gössenheim – miejscowość i gmina w Niemczech, w kraju związkowym Bawaria, w rejencji Dolna Frankonia, w regionie Würzburg, w powiecie Main-Spessart, wchodzi w skład wspólnoty administracyjnej Gemünden am Main. Leży około 8 km na północ od Karlstadt, nad rzeką Wern, przy drodze B27.

## Dzielnice
W skład gminy wchodzą dwie dzielnice: 
- Gössenheim
- Sachsenheim

## Demografia

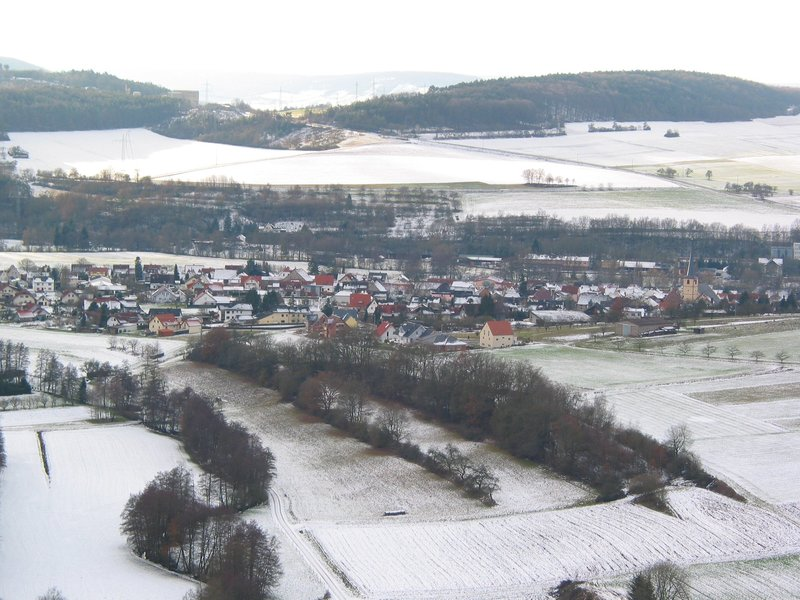
Gössenheim

| Rok  | Liczba mieszk. |
| ---- | -------------- |
| 1970 | 1070           |
| 1987 | 1167           |
| 2000 | 1272           |
| 2005 | 1300           |
| 2006 | 1357           |

## Oświata
(na 1999)

W gminie znajduje się 75 miejsc przedszkolnych (z 54 dziećmi) oraz szkoła podstawowa (10 nauczycieli, 157 uczniów).